# Daihatsu Tanto Exe
La Daihatsu Tanto Exe est un k-car présenté lors du Salon de Tokyo en octobre 2009. Elle est sortie en décembre 2009.
Près de 50 000 exemplaires en ont été vendus en 2010 sur le marché japonais, lui valant une 27e place toutes catégories confondues.
Sa diffusion est trois fois moins importante que celle du Tanto qui lui sert de base et qui se plaçait quatrième du marché nippon en 2010.
Depuis avril 2010, la Tanto Exe est également diffusée par Subaru sous l'appellation Lucra.